# Кожный рог
Кожный рог (лат. cornu cutaneum, также фиброкератома) — образование кожи серо-коричневого цвета конусовидной формы, диаметром до 1 см, длиной значительно больше ширины основания, характеризуемое гиперкератозом.
Кожный рог безболезненный, формируется из клеток шиповатого слоя эпидермиса. Кожный рог растёт очень медленно, чаще в длину, что может длиться годами. Состоит исключительно из ороговевших пролиферативных кератиноцитов без костного компонента. Цвет, размер, форма и размеры могут значительно различаться, поэтому клиническое наблюдение должно быть подтверждено гистопатологическим анализом. Иссечение и гистопатологический анализ необходимы для подтверждения подозрения на кожный рог, и, что более важно, для оценки основной этиологии поражения. Истинные показатели заболеваемости и распространённости кожного рога в литературе не описаны. Однако известно, что они чаще встречаются у пожилых людей. В настоящее время кожный рог классифицируется как образования доброкачественные, предзлокачественные или злокачественные с различными основными причинами, определёнными для каждой категории.
Образование кожного рога коррелирует с локальным нарушением обмена веществ, трением на заданном участке кожи. Кожный рог также может образовываться на красной кайме губы у людей любого пола в возрасте больше 60 лет. Также «вторичный» кожный рог образуется на фоне предыдущего заболевания в том же участке кожи, такого как туберкулёз, красная волчанка, старческая кератома, лейкоплакия, кератоакантома, базалиома, саркома Капоши, редко — метастатический рак внутренних органов, зернистоклеточная опухоль.
Возможен переход в злокачественное заболевание, при котором появляется воспаление вокруг основания кожного рога, увеличение плотности основания кожного рога и усиление интенсивности ороговения.
Эпителиальное поражение, напоминающее рог животного, определяется как имеющее высоту, превышающую половину диаметра его основания. Прочно укоренившийся экзофитный вырост может быть шириной от нескольких миллиметров до нескольких сантиметров в диаметре. Абсолютная высота кожных рогов находится в пределах от миллиметров до нескольких сантиметров. Высота более 1 см встречается редко; были сообщения о гигантских рогах до 25 см. Локализуется на волосистой части головы, может появиться и в других местах — на спине, конечностях и даже на гениталиях.

## Лечение
После гистологической оценки (кожный рог может проявляться как другие состояния, в частности, как эктопический ноготь) может быть выбран наиболее точный метод лечения: хирургический, медикаментозный или с помощью лазерной абляции. Хирургическое лечение — кожный рог подлежит вырезанию, возможно, с соседними тканями — либо методом электрокоагуляции, лучами Nd-лазера, криодеструкцией.